# Église San Giovanni di Malta
L'église San Giovanni di Malta (vulg. San Giovanni dei Furlani, nom qu’on donne aux familles immigrées de la région du Frioul) est une église catholique de Venise, en Italie.

## Localisation
L'église San Giovanni di Malta est située dans le sestiere de Castello.
Venant du Riva degli Schiavoni et traversant la Salizada dei Greci on y arrive par la Calle dei Furlani. L'église se trouve à droite de la scuola degli Schiavoni sur le Corte de San Giovanni di Malta.

## Historique
L'église avec le palais attenant ont été construits par les Templiers en 1187. Après leur dissolution, l'Église de  San Giovanni del Tempio fut confiée à l'ordre de Saint-Jean de Jérusalem par bulle papale du 2 mai 1312, devenant ainsi San Giovanni Battista dell'Ordine di Malta.
Elle fut agrandie au XIVe siècle et reconstruite en 1565. Elle fut occupée par des frères et finalement supprimée en 1806. 
Elle redevint propriété de l'ordre souverain de Malte en 1841 après avoir été rétablie en 1839. Elle est aujourd'hui dépouillée de ses plus belles pièces et le lieu est maintenant le siège du grand prieuré de Lombardie et de Venise de l'ordre souverain de Malte (Gran priorato di Lombardia e Venezia del sovrano militare ordine di Malta) .

## Description
L'église comporte un cloître annexe. Dans sa salle capitulaire, des fresques médiévales illustrent la vie de Santa Caterina d’Alessandria. L'église a une nef unique. Sur le côté droit de l’abside, près du maître-autel, se trouve une toile attribuée à Giovanni Bellini : « Le baptême du Christ ». Le maître-autel est de Bergamasco et les statues devant celui-ci proviendraient de l’église San Geminiano, détruite sous Napoléon. Le complexe comporte un grand jardin, situé derrière le palazzo. À l'intérieur de l'église se trouvent les restes de divers chevaliers, conservés avec les blasons de l'Ordre.